# Miguel Brieva
Miguel Brieva   (Sevilla, 1974) és un il·lustrador i humorista gràfic.
Ha col·laborat amb El Jueves, La Vanguardia, El País i Rolling Stone, entre d'altres, amb vinyetes d'un humor àcid que ridiculitzen moltes de les obsessions de la nostra societat: el consumisme, els dogmes de fe, el llenguatge publicitari (tant icònic com verbal) i els missatges subjacents dels mitjans de comunicació.

## Obra publicada
- La Odisea ilustrada (Traducción de Carmen Estrada, Malpaso Ediciones, 2019)[3]
- Diccionario del franquismo (de Manuel Vázquez Montalbán, Editorial Anagrama, 2019)[4]
- La gran aventura humana: pasado, presente y futuro del mono desnudo (Reservoir Books, 2017)[5]
- Lo que (me) está pasando. Diarios de un joven emperdedor (Reservoir Books, 2015)[6]
- Memorias de la tierra (Reservoir Books / Random House Mondadori, 2012)
- El Otro Mundo (Reservoir Books / Random House Mondadori, 2009)
- Dinero (Reservoir Books / Random House Mondadori, 2008)
- Bienvenido al mundo: Enciclopedia universal Clismón (Reservoir Books / Random House Mondadori, 2007, amb llicència Creative Commons)
- Dinero recopilatorio #0-2 (Doble Dosis / Clismón, 2004, amb llicència Creative Commons)
- Dinero #0-4 (Doble Dosis / Clismón, 2001-2005, amb llicència Creative Commons)

## Web de l'autor
- Entrevista a Miguel Brieva a Otra vuelta de tuerka (3/1/2020)